# 巴波沙紀念牌坊
巴波沙紀念牌坊（葡萄牙語：Arco do Bairro Tamagnini Barbosa）另叫台山牌坊、巴波沙牌坊，位於澳門台山巴波沙大馬路、菜園涌邊街及台山新城市第二街之間。為了紀念在1925年12月發生的台山電光炮竹廠爆炸事件及1929年台山木屋區大火後建立，與大三巴牌坊仿似牌坊不同，這是真正中式牌坊。

## 歷史

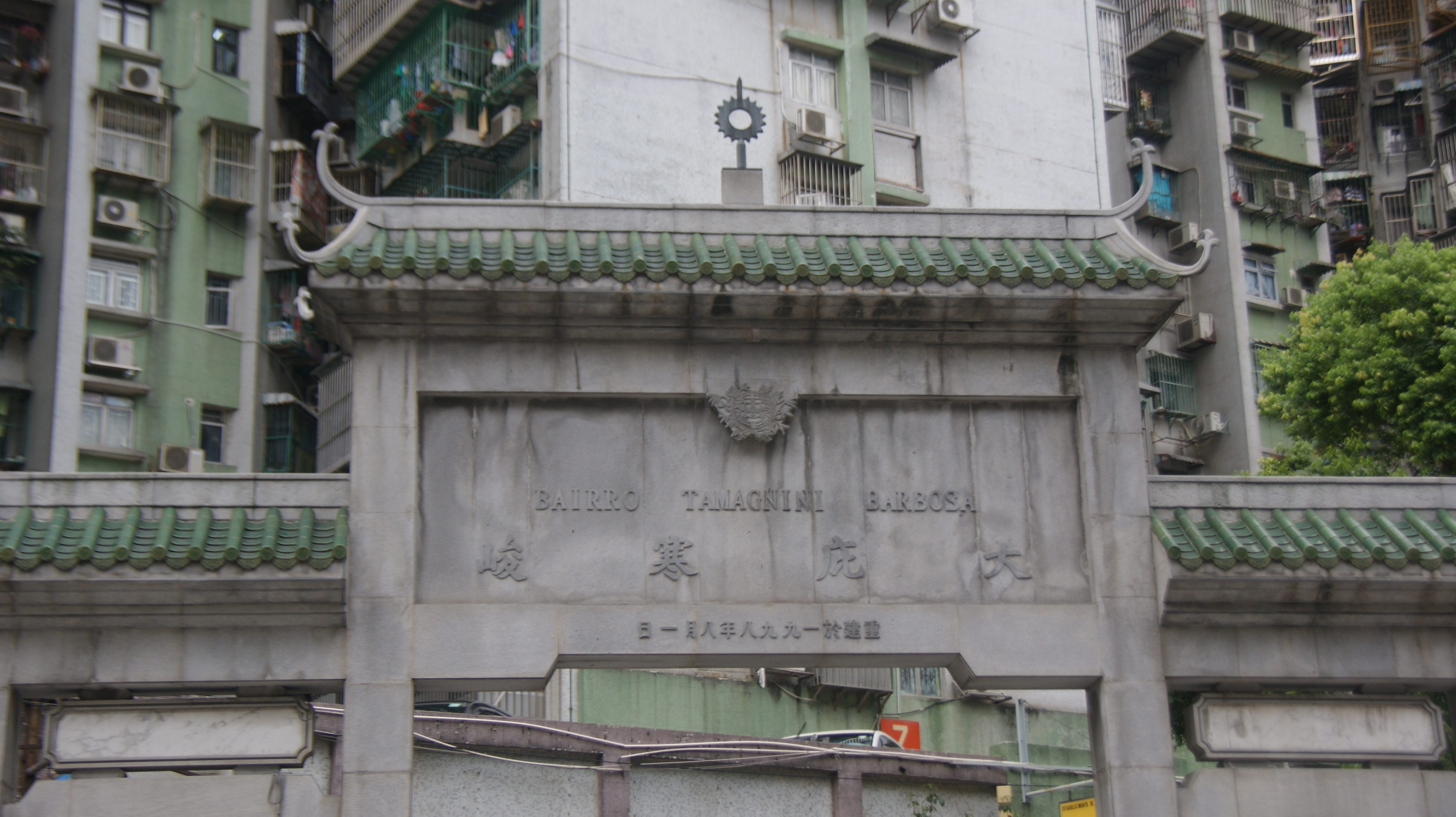
牌面字句「大庇寒峻」，下面字句「重建於一九九八年八月一日」

台山是澳門20世紀20年代的北填海區之一。當時正因為遠離市區，最初填海地被澳葡政府劃為製造危險品區，將所有炮竹廠都遷到這裡，其中最大的一家炮竹廠用台山為名叫「台山電光炮竹廠」。搬遷後15日不久該廠不幸發生爆炸事故，死傷慘重令市民難以忘懷，因此「台山」二字也漸漸變成該填海區地名。因為這次意外死傷嚴重，各間炮竹廠被政府指定遷到氹仔發展。1929年台山木屋區發生大火，為了安置頓失家園的災民，而且各方慈善機關籌得款項，並在1931年開始災後重建由1926年第二次接任澳督巴波沙成為任內工作其中之一。重建的同時巴波沙牌坊也在這時建立的。
隨著台山建設發展，舊式平民屋陸續拆卸並開始新建新城市花園樓群。而在1988年1月間，也因為建設需要牌坊也被拆卸。當時牌坊是記載台山一段歷史浩劫，紀念澳門民間互助互救的歷史，市民堅決反對拆卸牌坊，事後政府答允重建才平息。結果選址在菜園涌邊街重建牌坊，經三個多月施工，到1998年9月落成，形態與原巴波沙紀念牌坊相似。

## 建築

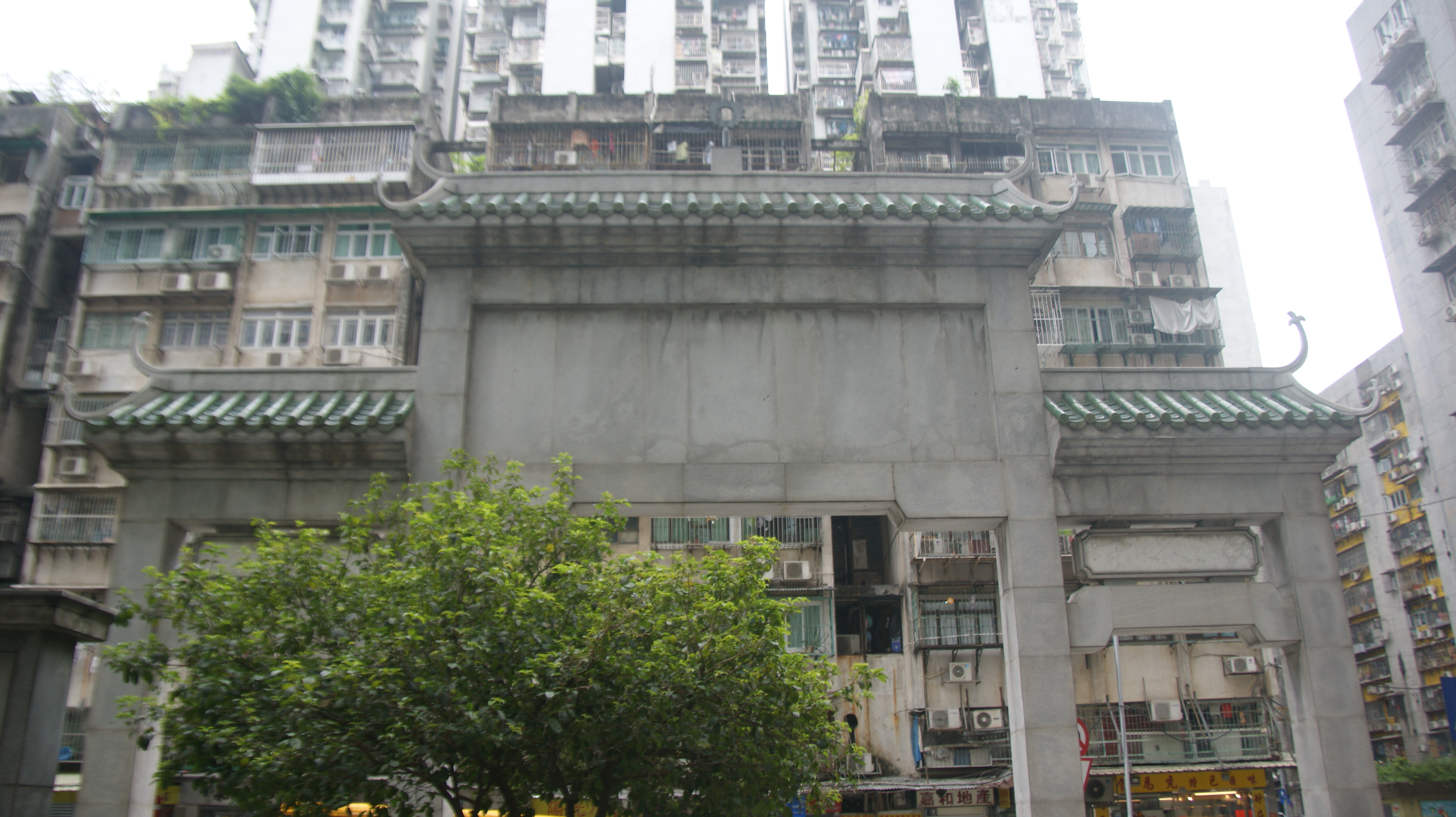
牌坊背面

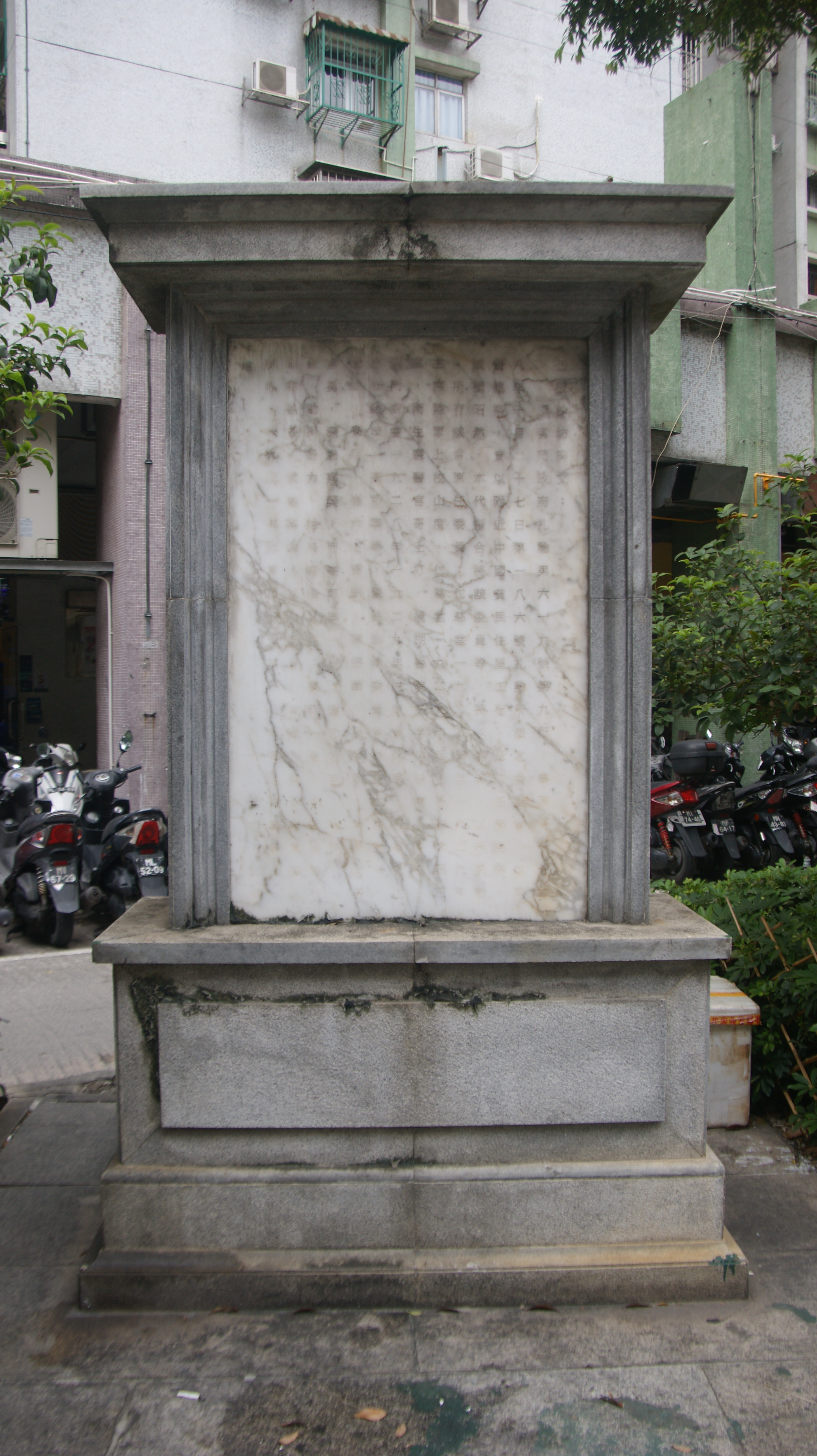
牌坊後豎立碑文

在巴波沙大馬路與菜園涌邊術交界，接近新城市花園石級街口附近行人道上，有一座1998年9月新建的一座中國式牌坊，高約八米，闊約十二米，整個牌坊為中式結構，從建築材料的角度看，這是一個硫璃牌坊；從修建位置和功能的角度看，此為街巷道路牌坊：從建築格局的角度看，此為三間四柱三樓坊。倘若以大三巴牌坊本是聖保祿教堂前壁，不屬專門興建的牌坊為計，該牌坊所在地是澳門唯一設有牌訪的社區，也是全澳門以至全中國唯一一座書有中葡文的人工牌坊。
牌坊的頂部鑲有一個太陽狀器物，上刻有葡萄牙國徽，接着書寫 『BAIRRO TAMAGNINI BARBOSA』,“BAIRRO”在葡萄牙語為社區之意，整體可意譯為巴波沙社區，再下面書『大庇寒峻』，『大庇寒峻』中的“大庇”意指“廣大護庇”，“寒”指“冷、窮困、卑賤”的意思，“峻”即“高的、偉大的”，引伸為“高山”，『大庇寒峻』的解釋，即是“廣大護庇貧窮者的高山”，故牌坊把這一帶重建的巴波沙坊社區，比喻作照願當時無家可歸人士的“高山”。牌坊葡文在前，中文在後的書寫方法在澳葡政府時代不足為奇。
牌坊最後一行細字，刻有『重建於一九九八年八月一日』字句。皆因1988年，澳葡政府動工興建經濟房屋————新城市花園，當年居民曾堅決反對拆卸牌坊。後經有關當局答允重建才罷休。然而，這項重建工程計劃擱置近十年未見實施，坊眾於1997年重提舊事，促有關當局遵守諾言。結果，選址菜園涌邊街重建牌坊，經三個多月施工，至1998年8月落成，形態與原巴波沙紀念牌坊相似，作為歷史見證。所以今天看到的牌坊，可謂是“第二代”。牌坊的基座周圍以石板鋪砌，在牌坊左下方有一塊碑石，上有碑文，同様屬於重刻，該碑文亦是澳門罕見的社區碑記。